# Ta Ting
Ta Ting (Da Ding) (más néven: Taj Ting (Tai Ding) 太丁) Kína első történeti dinasztiájának, a Sang (Shang)-háznak a 2. uralkodója.

## Élete, uralkodása
Ta Ting (Da Ding) személyével kapcsolatban ellentmondásosak a források. A Sang (Shang)-házbeli Tang király legidősebb fia volt, de nem biztos, hogy ő követte apját a trónon. A történetíró feljegyzései szerint fiatalon halt meg még azelőtt, hogy apja örökébe léphetett volna, és ekkor kapta a Taj Ding (Tai Ding) halotti nevet. Tang király halála után ezért az öccse, Vaj Ping (Wai Bing) (外丙) lett a Sang (Shang)-ház második királya.
A Sang (Shang) uralkodókkal kapcsolatos másik fontos forrásban, a Bambusz-évkönyvekben nem szerepel a neve.
Az egykori Sang (Shang) főváros területéről előkerült jóslócsont-feliratok tanúsága szerint azonban ő volt az uralkodóház második uralkodója, akit fiai, Taj Csia (Dai Jia), majd pedig Pu Ting (Bu Ting) követtek a trónon.